# Sick and Tired
Sick and Tired este un cântec pop al artistei americane Anastacia. Acesta este inclus pe cel de-al treilea album de studio din cariera cântăreței, Anastacia și a fost lansat ca cel de-al doilea single al albumului în iulie 2004. Singleul îi urmeaza succesul precedentului Left Outside Alone, aungând în top 10 în clasamentele di aproape toate țările europene și în Australia. Cântecul a fost primit foarte bine de critici.

## Prezența în Clasamente
Single-ul a fost un succes, atingând poziți de top 10 în aproape toate țările europene și locul 1 în Italia și Spania. În Regatul Unit a devenit al treilea single de top 10 al cântăreței, după I'm Outta Love și Left Outside Alone. Și-a urmat cu succes predecesorul și în United World Chart, unde a atins poziția cu numărul 3.

## Clasamente
| Clasament                 | Poziția Maximă |
| ------------------------- | -------------- |
| Australian Singles Chart  | 8              |
| Austrian Singles Chart    | 2              |
| Belgian Singles Chart     | 10             |
| Danish Singles Chart      | 4              |
| Dutch Singles Chart       | 2              |
| Euro 200 Chart            | 2              |
| Finnish Singles Chart     | 2              |
| German Singles Chart      | 2              |
| Hungarian Airplay Chart   | 1              |
| Irish Singles Chart       | 9              |
| Italian Singles Chart     | 1              |
| New Zealand Singles Chart | 34             |
| Norwegian Singles Chart   | 3              |
| Russian Singles Chart     | 5              |
| Spain Los 40 Principales  | 1              |
| Swiss Singles Chart       | 2              |
| Swedish Singles Chart     | 10             |
| UK Singles Chart          | 4              |
| United World Chart        | 3              |

## Formate Disponibile
| - Australian CD maxi single 1. "Sick and Tired" [Album Version] 2. "Sick and Tired" [Jason Nevins Funkrock Remix Edit] 3. "Sick and Tired" [Jason Nevins Electrochill Remix] 4. "Twisted Girl" - Australian promo single (Jason Nevins Remixes) 1. "Sick and Tired" [Jason Nevins Electrochill Remix Edit] 2. "Sick and Tired" [Jason Nevins Funkrock Remix Edit] - European CD single / UK CD1 1. "Sick and Tired" [Album Version] 2. "Sick and Tired" [Jason Nevins Funkrock Remix Edit] - European CD maxi single / UK CD2 1. "Sick and Tired" [Album Version] 2. "Twisted Girl" 3. "Sick and Tired" [Jason Nevins Electrochill Remix] 4. "Sick and Tired" [Video] - European promo single 1. "Sick and Tired" [Album Version] | - German Limited 3" CD single (POCK IT!) 1. "Sick and Tired" [Album Version) 2. "Twisted Girl" - Netherlands CD maxi single 1. "Sick and Tired" [Album Version] 2. "Twisted Girl" 3. "Sick and Tired" [Jason Nevins Electrochill Remix] 4. "Sick and Tired" [Jason Nevins Funkrock Remix Edit] 5. "Sick and Tired" [Video] - UK promo 12" single A-side 1. "Sick and Tired" [Jason Nevins Electrochill Remix] B-side 1. "Sick and Tired" [Jason Nevins Funkrock Remix] 2. "Sick and Tired" [Album Version] |